# Magnetorezystor

Magnetorezystor

Wektory oś łatwa

Charakterystyka magnetorezystora od kąta

Magnetorezystor, magnetoopornik (gaussotron) – przyrząd półprzewodnikowy o rezystancji zależnej od pola magnetycznego, przy czym rezystancja zwiększa się wraz ze wzrostem indukcji pola magnetycznego, a przebieg jej zmian zależy zarówno od wielkości pola, jak i od kształtu elementu. Zjawisko to nosi nazwę efektu Gaussa.
Magnetorezystory stosowane są głównie do pomiaru pól magnetycznych w szerokim zakresie zmian indukcji magnetycznej 10−7 – 102 T (tesli), a także w urządzeniach automatyki przemiennej, modulatorach, watomierzach prądu zmiennego. Znalazły także zastosowanie do pomiarów przesunięcia liniowego i kątowego.

## Współczynnik magnetorezystywności
Rozważamy model magnetorezystora w postaci cienkiego, prostokątnego paska warstwy wykonanej z ferromagnetyka. Warstwa namagnesowana jest w kierunku dłuższego brzegu i umieszczono ją w zewnętrznym polu magnetycznym {\displaystyle H_{x}} skierowanym prostopadle do osi magnesowania M, ale w płaszczyźnie warstwy. Po spolaryzowaniu warstwy polem elektrycznym o natężeniu E, pojawi się wektor gęstości prądu J. Względna zmiana rezystancji {\displaystyle {\frac {\Delta R}{R}}} zależy od kąta {\displaystyle \Phi } między kierunkiem namagnesowania, a kierunkiem wektora gęstości prądu J.
{\displaystyle {\frac {\Delta R}{R}}=-\left({\frac {\Delta \rho }{\rho }}\right)\cdot \sin ^{2}\Phi ,}
gdzie:
{\displaystyle {\frac {\Delta \rho }{\rho }}} – współczynnik magnetorezystywności,
{\displaystyle \Phi } – kąt między wektorem gęstości prądu a kierunkiem wektora namagnesowania.
Kierunek wektora namagnesowania M jest funkcją zewnętrznego pola magnetycznego {\displaystyle H_{x}.}
{\displaystyle \sin \Phi ={\frac {H_{x}}{H_{y}+H_{k}}},}
gdzie:
{\displaystyle H_{x}} – składowa pola prostopadła do osi paska,
{\displaystyle H_{y}} – składowa pola wzdłuż osi paska,
{\displaystyle H_{k}} – pole anizotropii {\displaystyle \left(H_{k}=H_{k0}+{\frac {M\cdot t}{w}}\right),}
{\displaystyle H_{k0}} – pole anizotropii materiału warstwy,
{\displaystyle t} – grubość warstwy,
{\displaystyle w} – szerokość paska, {\displaystyle M} – magnetyzacja.
{\displaystyle \left({\frac {\Delta R}{R}}\right)\cong \left({\frac {\Delta \rho }{\rho }}\right)\cdot \left({\frac {H_{x}}{H_{y}+H_{k}}}\right).}
Przy {\displaystyle \Phi } = 45° oraz spełnieniu warunku {\displaystyle H_{x}} < ({\displaystyle H_{y}} + {\displaystyle H_{k}}) uzyskuje się liniową zależność względnej zmiany rezystancji od zewnętrznego pola {\displaystyle H_{x}}.

## Rodzaje magnetorezystorów

### Magnetorezystory AMR Barber-pole

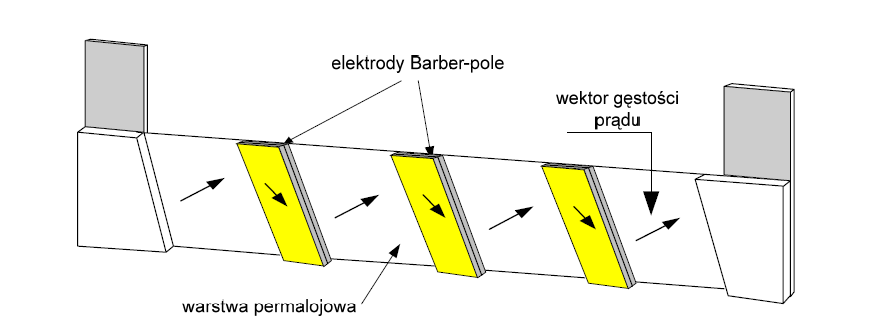
Schemat czujnika AMR Barber-pole

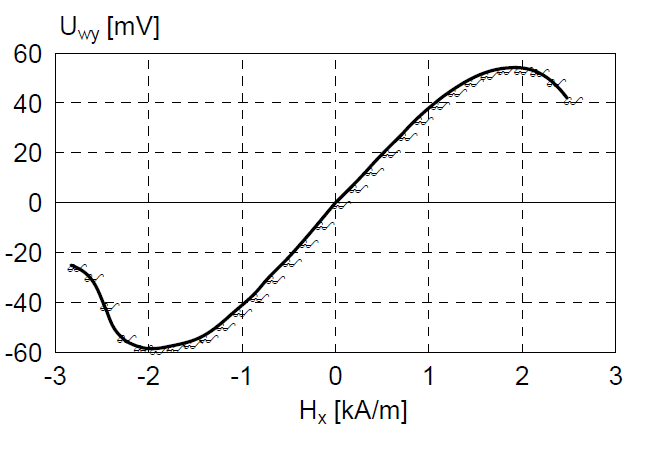
Charakterystyka przetwarzania czujnika AMR

Wykorzystują efekt anizotropowej magnetorezystancji. Charakter zmian rezystancji elementu w funkcji pola zależy od kąta, jaki tworzy kierunek prądu względem tzw. osi anizotropii magnetycznej (osi łatwego magnesowania, która indukuje się w cienkiej warstwie w trakcie procesu technologicznego). Ponieważ orientacja pasków to 45°, uzyskuje się w przybliżeniu liniową charakterystykę czujnika. Często stosuje się układ mostkowy czterech czujników AMR aby skompensować składową stałą {\displaystyle R.}
Dzięki możliwości analizy pól z rozdzielczością co najmniej 1 μT, magnetorezystory AMR znajdują zastosowanie pomiarach ziemskiego pola magnetycznego, konstrukcji kompasów elektronicznych i magnetycznej detekcji pojazdów. W miernictwie elektrycznym wykorzystuje się je do separacji galwanicznej w układzie pracującym jako transformator prądu stałego, jako przetwornik mocy pracujący jako mnożnik prądów, do transformowania, dodawanie lub mnożenie dwóch sygnałów prądowych oraz do bezstykowego pomiaru prądu.
Służą również do pomiaru wielkości mechanicznych: przesunięcia liniowego oraz określanie położenia, kąta i prędkości obrotowej, ciśnienia, drgań i przyspieszeń, momentu obrotowego, kształtu (np. monet). Ponadto pozwalają one na wykrywanie wad montażu i defektów w strukturach półprzewodnikowych.

### Magnetorezystory GMR
Działają przy zastosowaniu efektu gigantycznej magnetorezystancji (GMR). Stan początkowego namagnesowania antyrównoległego można uzyskać w sposób „naturalny” w magnetorezystorach w których przekładka jest bardzo cienka – o grubości kilku atomów. Wówczas na skutek sprzężenia między dwoma warstwami magnesują się one antyrównoległe. W tego typu konstrukcjach wykryto zjawisko GMR po raz pierwszy. Ale warstw silnie sprzężone wymagają znacznych wartości pola magnetycznego do pokonania tego sprzężenia. Czujniki takie były więc o małej czułości. Dlatego w innej konstrukcji, tj. zawór spinowy, zwiększono grubość przekładki a namagnesowanie antyrównoległe uzyskuje się w sposób sztuczny, nanosząc na jedna z warstw dodatkową warstwę podmagnesowująca z antyferromagnetyka (najczęściej FeMn). Czujniki spinowe są obecnie najczęściej stosowanymi czujnikami typu GMR. Nie wykazują one tak znacznej zmiany rezystancji jak „klasyczne – naturalne” czujniki GMR. Zmian rezystancji jest rzędu kilku do kilkunastu %, ale występuje ona przy pola blisko dziesięć razy mniejszych niż w przypadku czujników klasycznych GMR. Kilkanaście procent to i tak kilkakrotnie więcej w porównaniu z czujnikami AMR.
Czujniki typu GMR największe zastosowanie znalazły w odczytowych głowicach do zapisu danych na dysku lub taśmie. Mogą być stosowane do pomiaru prędkości obrotowej i kierunku ruchu, współpracując z magnetycznymi pierścieniami kodowymi.

### Magnetyczne złącza tunelowe (Magnetic Tunnel Junction MTJ)
Wykorzystują zjawisko tunelowej magnetorezystancji. Dwie feromagnetyczne elektrody oddzielone są tunelową warstwą izolatora (np. Al2O3), a prąd płynie prostopadle do złącza. Przy antyrównoległych orientacjach warstwy swobodnej (górnej – free) i zamocowanej (dolnej- pinned) występuje wysoka rezystancja.Po przemagnesowaniu warstwy górnej (polem zewnętrznego prądu) do orientacji równoległej daje spadek rezystancji (kilkanaście %). Do przemagnesowania potrzebne znacznie mniejsze pole niż dla zaworów spinowych. Czułości porównywalne jak dla czujników AMR, ale MTJ są drogie ze względów technologicznych (trudność wykonania warstwy izolatora o grubości kilku atomów).

### Magnetorezystory CMR
Pewne nadziej wiązano z czujnikami stosującymi zjawisko kolosalnej magnetorezystancji. Zjawisko kolosalnego magnetooporu występuje w materiałach z grupy ziem rzadkich (lantanowcach). Jest ono rzeczywistości kolosalne – zmiana rezystancji w praktyce od stanu izolacji do stanu przewodzenia. Niestety zjawisko to efektywnie występuje tylko w niskich temperaturach i przy silnych polach magnetycznych.